# Maredudd ap Gruffydd
Maredudd ap Gruffydd (1130 – 1155) è stato un principe del Deheubarth (Galles meridionale).
Era il figlio più anziano di Gruffydd ap Rhys ed ebbe due fratellastri Anarawd e Cadell. Era piccolo quando il padre e la madre (Gwenllian figlia di Gruffydd del Gwynedd) furono uccisi. A sedici anni aiutò il fratellastro Cadell, principe del Deheubarth, a scacciare i normanni a Ceredigion. Difese con successo il castello di Carmarthen da un assalto normanno.
Nel 1151 ebbe un ruolo importante nella riconquista del Ceredigion settentrionale, che fu strappato al Gwynedd. In quello stesso anno Cadell fu attaccato da una forza normanna e fu ferito così gravemente da dover lasciare gli affari del regno al fratello Maredudd. Nel 1153 si recò in pellegrinaggio a Roma, lasciando a Maredudd il Deheubarth.    Maredudd morì nel 1155, lasciando il trono al fratello più giovane, Rhys.